# سیاتسه (صربستان)
سیاتسه (به صربی: Sejace) یک منطقهٔ مسکونی در صربستان است که در بوجانوواچ واقع شده‌است. سیاتسه ۲۴۶ نفر جمعیت دارد.